# U-55号潜艇 (1939年)
U-55号（德語：U 55）是纳粹德国战争海军建造的二十四艘VII-B型潜艇（或称U艇）之一。它由基尔的日耳曼尼亚船厂承建，于1939年10月19日下水，至同年11月21日交付使用。第二次世界大战期间，该艇曾执行过一次巡逻作战，并在击沉累积总吨位为15,853吨的6艘同盟国或中立国商船后，于1940年1月30日在锡利群岛西南的凯尔特海遭英国两艘军舰和一架飞机共同投掷的深水炸弹击沉，造成1人阵亡、41人获救。

## 设计
由于原有VII-A型潜艇的燃料容量有限而导致航程不足，战争海军于1936年又设计建造了24艘VII-B型潜艇作为改进版。为了提高操纵性和转向性能，他们在两副螺旋桨后部设计了两片舵，并增大舵面面积。VII-B型艇的内部空间更大，因此可在外部鞍状水舱内多装载33吨燃油。这种燃料舱是“自动加注”的——当柴油不断被消耗时，海水也不断进入该水舱以补偿浮力。艇艏和艇艉还设有纵倾平衡水舱，通过调整两端水量来防止潜艇在水下可能产生的纵倾和横摇。作为VII-B型艇，U-55号的全长增加了两米，达到66.50米，舷宽6.20米、高9.5米，并有4.74米的吃水深度，水上和水下排水量分别为753吨和857吨。该艇采用双轴设计，具有两副直径为1.23米的三叶螺旋桨。动力由两台曼恩生产的M6V 40/46型六缸四冲程1,400匹公制馬力（1,000千瓦特）涡轮增压柴油机用于水面运行，以及两台AEG提供的GU 460/8-276型375匹公制馬力（280千瓦特）双作用电动发电机用于水下航行；水面最高航速17.9節（33.2每小時），水下8節（15每小時）；能够在水面以10節（19每小時）航速续航8,700海里（16,100），或以4節（7.4每小時）连续在水下航行90海里（170）而无需充电。
武器装备方面，U-55号装备有五具内置式鱼雷发射管——艇艏四具、艇艉一具。相较于VII-A型艇，其艇艉的鱼雷发射管设计在耐压壳体内部、两片舵之间，鱼雷可以由此向外发射。在轮机舱甲板下方还配备了用于艇艉的鱼雷装填系统，耐压壳体与甲板室之间一前一后还设计有外置鱼雷贮存装置，因此U-55号的鱼雷储备和发射能力也得以提升，可携带14枚G7型鱼雷或最多26枚TMA型水雷（TMB型则为39枚）。此外，该艇还搭载有一门配备220发弹药的88毫米35式速射炮以及一门配备1,195发弹药20毫米30式高射炮作为甲板炮。其标准船员编制为4名军官及40－56名水兵。

## 历史
1936年11月21日，海军造舰局根据《英德海军协定》的要求，正式将十一艘VII-B型潜艇（U-45至U-55号）的建造合同发包予基尔的日耳曼尼亚船厂。其中U-55号于1938年11月2日开始铺设龙骨，建造序列为590。经过近一年建造，它于1939年10月19日下水，至同年11月21日在曾担任U-6和U-7号艇长的海军上尉维尔纳·海德尔的指挥下交付使用。完成海试后，该艇加入驻基尔的“韦格纳”潜艇区舰队，担任训练艇直至1939年12月31日。当U艇编制于1940年1月1日重组时，它又继续在驻基尔的第7潜艇区舰队担任前线艇，直至1月30日沉没。
1940年1月16日，海德尔上尉率领U-55号从基尔出发执行首次巡逻，从此再未归航。穿过威廉皇帝运河后，该艇前往北大西洋游弋。两天后的17:45分左右，瑞典煤船福克森号（Foxen）在突发爆炸后断成两截，90秒内沉没在彭特兰海峡对开约85海里（157）处。尽管没有来自潜艇的相应攻击报告，但该船据信是由U-55号所击沉。1月19日，挪威货船特尔内斯号（Telnes）也可能在奥克尼群岛西北部被U-55号的鱼雷击沉。由于该船和所有船员全部遇难，几天后潜艇也沉没了，因此无法获得有关该事件的更多详情。1月21日凌晨，瑞典货船安达卢西亚号（Andalusia）发出最后一次无线信号后在北大西洋失踪，挪威货船塞哥维亚号（Segovia）则是一天后在苏格兰西海岸失踪，据信它们都是遭U-55号击沉。1月27日和28日在赫布里底群岛西北两个不同地方发现的残骸和碎片可能分别来自安达卢西亚号和塞哥维亚号。1月30日07:00和11:05，海德尔又在锡利群岛西南50海里（93）处向OA-80G号护航船队发动袭击，相继击沉了英国油轮维克利特号（Vaclite）和希腊货轮克拉米艾号（Keramiai）。
随后，船队中的其中一艘护航舰——英国单桅战船福伊号开始在浓雾弥漫的海面上对U-55号展开追击。它通过潜艇探索器（Asdic）锁定了潜艇的位置，并利用深水炸弹迫使海德尔紧急下潜。福伊号共投掷了五枚深水炸弹，其中三枚被错误地设置在150米处、两枚设置在100米处引爆。后者在距离U-55号很近的地方爆炸，造成严重的进水和恐慌。海德尔能够修复损坏、控制恐慌并逃离，但福伊号继续追击，并呼叫支援。英国驱逐舰惠特塞德号、炽热号和法国驱逐舰瓦尔米号连同一架隶属皇家空军海岸司令部第228中队的桑德兰水上飞机随即抵达现场。惠特塞德号通过Asdic保持接触并投掷深水炸弹。此时潜艇官兵已无法再控制进水，为了借助浓雾逃脱，海德尔下令浮出水面并启用甲板炮。福伊号发现了在雾中浮起的U-55号并开火，瓦尔米号和水上飞机也加入战斗。桑德兰投下炸弹和烟雾弹来保护自己，然后迅速飞离。海德尔则利用甲板炮还击敌舰，直到炮闩被卡住。至此，由于火炮失灵且无法下潜，海德尔别无选择，只能凿沉潜艇。第一值更官和轮机长开启了通海阀，但当U-55号在48°37′N 07°48′W / 48.617°N 7.800°W处最终沉没时，海德尔仍然失踪，幸存者相信他是自愿随艇沉没的。艇内其余41名官兵随后放下救生艇，跳入冰冷的水中，他们都被福伊号和惠特塞德号救起。

## 袭击历史摘要
| 日期          | 船名         | 船籍 | 吨位  | 结局 |
| ------------- | ------------ | ---- | ----- | ---- |
| 1940年1月18日 | 福克森号     | 瑞典 | 1,304 | 击沉 |
| 1940年1月19日 | 特尔内斯号   | 挪威 | 1,694 | 击沉 |
| 1940年1月22日 | 塞哥维亚号   | 挪威 | 1,387 | 击沉 |
| 1940年1月23日 | 安达卢西亚号 | 瑞典 | 1,357 | 击沉 |
| 1940年1月30日 | 克拉米艾号   | 希腊 | 5,085 | 击沉 |
| 1940年1月30日 | 维克利特号   | 英国 | 5,026 | 击沉 |

## 脚注
1. 1 2  加洛普，第72頁.
2. ↑  威廉生，第10頁.
3. 1 2  Gröner 1991，第43–44頁.
4. 1 2  . U-Boot-Archiv.   [2024-06-14]. （原始内容存档于2024-12-14）.
5. 1 2  Helgason, Guðmundur. . German U-boats of WWII - uboat.net.   [2024-06-14]. （原始内容存档于2024-12-14）.
6. ↑  Helgason, Guðmundur. . German U-boats of WWII - uboat.net.   [2024-06-14]. （原始内容存档于2020-08-14）.
7. ↑  Helgason, Guðmundur. . German U-boats of WWII - uboat.net.   [2024-06-14]. （原始内容存档于2020-09-27）.
8. ↑  Helgason, Guðmundur. . German U-boats of WWII - uboat.net.   [2024-06-14]. （原始内容存档于2020-08-08）.
9. ↑  Helgason, Guðmundur. . German U-boats of WWII - uboat.net.   [2024-06-14]. （原始内容存档于2021-01-19）.
10. ↑  Helgason, Guðmundur. . German U-boats of WWII - uboat.net.   [2024-06-14].
11. ↑  Helgason, Guðmundur. . German U-boats of WWII - uboat.net.   [2024-06-14].
12. ↑  Blair，第177頁.
13. ↑  Helgason, Guðmundur. . German U-boats of WWII - uboat.net.   [2024-06-14]. （原始内容存档于2024-12-14）.